# Naczęsławice
Naczęsławice (dodatkowa nazwa w j. niem. Groß Nimsdorf) – wieś w Polsce położona w województwie opolskim, w powiecie kędzierzyńsko-kozielskim, w gminie Pawłowiczki. W 2011 roku liczba mieszkańców we wsi Naczęsławice wynosiła 507.

## Historia
Pierwsze wzmianki o tej miejscowości pochodzą z 1223 roku i podaje je górnośląski ksiądz i pisarz Konstanty Damrot w swojej pracy o nazewnictwie na Śląsku napisanej w 1896 roku. Wymienia on dwie nazwy polską „Naczysławice” oraz niemiecką „Nimsdorf” cytując fragment średniowiecznego, łacińskiego dokumentu z 1223 roku wydanym przez Wawrzyńca biskupa wrocławskiego gdzie zanotowana została w zlatynizowanej, staropolskiej formie „Nazhlai villa”. Niemiecki historyk Colmar Grünhagen w komentarzach do tego dokumentu z roku 1866 podaje także inne nazwy miejscowości: zlatynizowaną Nacczzchlai, polską Naczeslawice oraz niemiecką Gross-Nimbsdorf.
Miejscowość wspomniana była również w 1418, gdzie zanotowano miejscowy kościół.
Od końca XVIII w. do 1933 r. na wizerunku pieczęci gminnej widniał herb zakonu franciszkanów: po prawej snop zboża, po lewej skrzyżowane ramiona i między nimi krzyż.
W latach 1954–1961 wieś należała i była siedzibą władz gromady Naczęsławice, po jej zniesieniu w gromadzie Gościęcin.

## Mieszkańcy
Miejscowość zamieszkiwana jest przez mniejszość niemiecką oraz Ślązaków. Mieszkańcy wsi posługują się gwarą prudnicką, będącą odmianą dialektu śląskiego. Należą do podgrupy gwarowej nazywanej Hery.

## Zabytki
Do wojewódzkiego rejestru zabytków wpisany jest:
- kościół parafialny pw. św. Stanisława Biskupa, barokowy, z 1724 r., 1926 r., zbudowany staraniem klasztoru franciszkanów z Głogówka

inne zabytki:
- domy z XIX w.

## Edukacja
- Publiczna Szkoła Podstawowa w Naczęsławicach, ul. Główna 19

## Kultura
We wsi działa unikalna na skalę kraju orkiestra parafialna „Symphonia Rusticana”, która składa się z czterech zespołów: chór mieszany, schola dziecięca, orkiestra dęta, orkiestra symfoniczna. Zespół powstał w 1971. Założycielem i dyrektorem orkiestry jest były proboszcz parafii ks. Jerzy Kowolik. Orkiestra występuje w kraju, a także poza granicami (ostatnio: Lindenfels – Niemcy w 1997 i 2002). Oprócz kolęd, orkiestra wykonuje głównie rodzimą muzykę śląską, naturalnie religijną i kościelną, często dopiero co odkrytą w archiwach i dotąd nie wydaną. Zespół ma w swoim repertuarze m.in. pasję „Dramat miłości”.
Orkiestra i chór z Naczęsławic współpracuje z solistami Akademii Muzycznej w Katowicach oraz Opery w Bytomiu. M.in. wystąpili z nimi Jan Ballarin, Tadeusz Leśniczak, Aleksandra Szafir i Magda Spytek.